# Магдалена Салік
Магдалена Салік (пол. Magdalena Salik, 29 червня 1978, Замостя) — польська письменниця-фантастка, автор фентезі та журналістка. У 2022 році її роман «Полум'я» (пол. Płomień) отримав одночасно головну нагороду Меморіальної премії імені Януша Зайделя і Літературної премії імені Єжи Жулавського. Також цього ж року вона була нагороджена премією імені Мацея Паровського в рамках нагородження преміями журналу «Nowa Fantastyka».

## Біографія
Магдалена Салік народилась у Замості. Навчалась у Варшавській школі економіки за спеціальністю «міжнародні політичні стосунки». Після закінчення навчання працювала журналісткою в низці видань, зокрема «Dziennik Polska-Europa-Świat», «Niezależny Miesięcznik Studentów Szkoły Głównej Handlowej Magiel», «Click!», «Chip FOTO-VIDEO» та «Focus». Літературну діяльність розпочала в 2009 році, коли вийшов друком фентезійний роман «Гільдія Гордів» (пол. Gildia Hordów), який став першим романом циклу «Долини Мороку» (пол. Doliny mroku). У 2011 році в електронній версії опублікований другий роман циклу «Руни Гордів» (пол. Runy Hordów), а 2014 році опублікований в електронній версії третій роман циклу «Пісні живих скель» (пол. Pieśni żywych skał). У 2015 році вийшов друком наступний роман письменниці «Менше диво» (пол. Mniejszy cud). У 2021 році вийшов друком роман Салік «Полум'я» (пол. Płomień), за який наступного року письменниця отримала одночасно дві престижні польські премії — Меморіальну премію імені Януша Зайделя і Літературну премію імені Єжи Жулавського.

## Нагороди та відзнаки
- 2021 — Меморіальна премія імені Януша Зайделя за роман «Полум'я»
- 2022 — Головна нагорода Літературної премії імені Єжи Жулавського за роман «Полум'я»

### Цикл «Долини Мороку»
- Гільдія Гордів (пол. Gildia Hordów, 2009)
- Руни Гордів (пол. Runy Hordów, 2011)
- Пісні живих скель (пол. Pieśni żywych skał, 2014)

### Романи
- Менше диво (пол. Mniejszy cud, 2015)
- Полум'я (пол. Płomień, 2021)